# 間接分支
間接分支（indirect branch）也稱為間接跳躍（indirect jump）或暫存器間接跳躍（register-indirect jump），是机器语言指令集架構中控制流程的一種方法。在機器語言裡，一般的控制流程會直接標示接下來要執行程式的位址（直接分支），而間接分支是在參數中標示要執行的記憶體位址。像「分支到r1寄存器所記錄的位置」即為一例，此例中，接下來要執行程式的位置在r1寄存器裡，要執行完這個指令才知道接下來要執行的程式。間接分支也可以依記憶體中的值為準。
在程式裡，間接分支可以用在像多路分支的應用上（類似高階語言的switch指令）。例如程式可以可以根據輸入值，到分支表中查看對應輸入指令的位置，放在暫存器中，再進行間接分支。因此間接分支可以有效的處理程式的流程控制。
子程序的呼叫也可以用類似的方式間接呼叫，呼叫程式的位置是由記憶體中的值決定。高階語言的函数指针就會用此方式實現。
間接分支和間接呼叫的目標是計算出來的，若程式有錯誤，有可能會分支或呼叫到不正確的位置（例如沒有程式碼的位置，或是未預期程式碼的位置），造成程式異常。
間接分支是幽灵漏洞的攻擊表面之一。為了緩解此攻擊，GCC 8.1導入了以下選項：-mindirect-branch=, -mfunction-return= and -mindirect-branch-register.

## 組合語言範例
| MSP430:             | br r15                          |
| SPARC:              | jmpl %o7                        |
| MIPS架構:           | jr $ra                          |
| x86（AT&T語法）:    | jmp *%eax                       |
| x86（Intel語法）:   | jmp eax                         |
| ARM:                | BX r0, mov pc, r2               |
| Itanium（x86系列）: | br.ret.sptk.few rp              |
| 6502:               | jmp ($0DEA)                     |
| 65C816（英语：65C816）:   | jsr ($0DEA,X)                   |
| 6809（英语：6809）:     | jmp [$0DEA], jmp B,X, jmp [B,X] |
| 6800:               | jmp 0,X                         |
| Z80:                | jp (hl)                         |
| 英特爾8051:         | jmp @A+DPTR                     |
| Intel 8080:         | pchl                            |
| IBM System z:       | bcr cond,r1[2]                  |
| PDP-11:             | jmp @R5                         |
| RISC-V:             | jalr x0, 0(x1)                  |

## 註解
1. ↑  Consult also the RETPOLINE=y feature added in Linux kernel 4.14.14/4.9.77/4.4.112. 也可以參考：幽灵漏洞